# 中国原子城駅
中国原子城駅（ちゅうごくげんしじょうえき、中国語: 中国原子城站、チベット語: རྡུལ་ཕྲན་གྲོང་།）は中華人民共和国青海省海北チベット族自治州海晏県に位置する中国鉄路西海線の駅。
「原子城」とは「核の町」を意味する中国語であり、当地の実際の地名は「西海鎮」という。

## 沿革
- 1960年代：核兵器開発基地への物資輸送目的の駅として開業。但し存在自体が国家機密となっていたため長年、その位置は公開されてこなかった[2]。
- 2018年7月10日：旅客列車の運行が開始される[3]。

## 隣の駅
中国鉄路総公司
西海線
海晏駅 - (海晏北駅) - 中国原子城駅